# Grand séminaire de Mende
Le grand séminaire établi à Mende (Lozère) dans le quartier de Chaldecoste, sur la rive droite du Lot, assurait la formation des prêtres du diocèse de Mende jusqu'en 1967. Il sert ensuite de lycée professionnel puis de maison diocésaine.

## Description
Le bâtiment se développe sur une longueur de 135 mètres, coupée par l'avancement de deux ailes symétriques, d'un petit pavillon central. Il est couvert d'une toiture en ardoises sous un clocheton surmonté d'une croix.
Le rez-de-chaussée comprenait les salles communes et un long cloître aux arceaux romans ; 180 chambres ou cellules occupaient les trois étages.
La bibliothèque est adossée à l'ouest, la chapelle à l'est. Celle-ci, de style roman d'Auvergne, a une nef uniquement et cinq chapelles rayonnantes autour du chœur séparé de celui-ci par un déambulatoire.

## Localisation
Le bâtiment est situé au 7, rue Monseigneur de Ligonnès.

## Historique
L'ancien grand séminaire de Mende situé, dans le quartier du Mazel, était insuffisant, au regard du nombre de séminaristes, incommode car composé de multiples dépendances séparées par des cours étroites sans soleil et malsain.
Le jour de Noël 1897, un important emplacement fut acheté au quartier de Chaldecoste. Les travaux de terrassement débutèrent en janvier 1898. Le bâtiment fut financé en grande partie par le futur évêque de Rodez et Vabres, Monseigneur Charles de Ligonnès, qui était à l'époque le supérieur du Grand Séminaire, ainsi que par de multiples donateurs. L'architecte fut le futur évêque de Cahors, Victor Laurans. 
La construction de l'établissement dura trois ans. La chapelle fut consacrée en janvier 1902. 
Le bâtiment est envahi le 5 février 1906 par les forces de l'ordre, en application de la loi de séparation des Églises et de l'État. Mais l'Église démontre devant le tribunal l'origine privée des fonds ayant permis la construction du séminaire, ce qui permet au séminaire diocésain de rester propriété de l'Église, et de continuer à fonctionner. Une plaque de cuivre scellée au-dessus d'une entaille encadrant la serrure de la porte rappelle le crochetage de la porte. 
Au début du XXe siècle, tous les professeurs de ce grand séminaire sont d'anciens élèves du Séminaire français de Rome, ce qui les fait surnommer « le groupe des Romains » ou le « petit collège romain ». En 1908, le grand séminaire de Mende sert de lieu de réunion pour une trentaine de prêtres « Romains » exerçant dans cinq diocèses différents ; il y définissent un programme commun.
Le grand séminaire continue à fonctionner jusqu'en 1967. 
Les locaux du séminaire sont ensuite utilisés pour un lycée professionnel, le lycée Plaisance, jusqu'en 2001. Un vaste chantier de restauration est entrepris de juin 2013 à l'été 2015.
En 2017, le bâtiment est occupé sur un quart de sa surface par la maison diocésaine qui regroupe les bureaux des services diocésains et pastoraux, l'économat du diocèse, ainsi que les locaux de la Direction de l’Enseignement Catholique et ceux du Secours catholique.

## Anciens supérieurs
- Charles de Ligonnès

## Anciens professeurs
- Victor-Omésime-Quirin Laurans, évêque de Cahors (1906-1911)

## Anciens élèves*
- Léon Soulier, évêque de Pamiers (1971-1988), puis de Limoges (1988-2000)